# Футбол у філателії

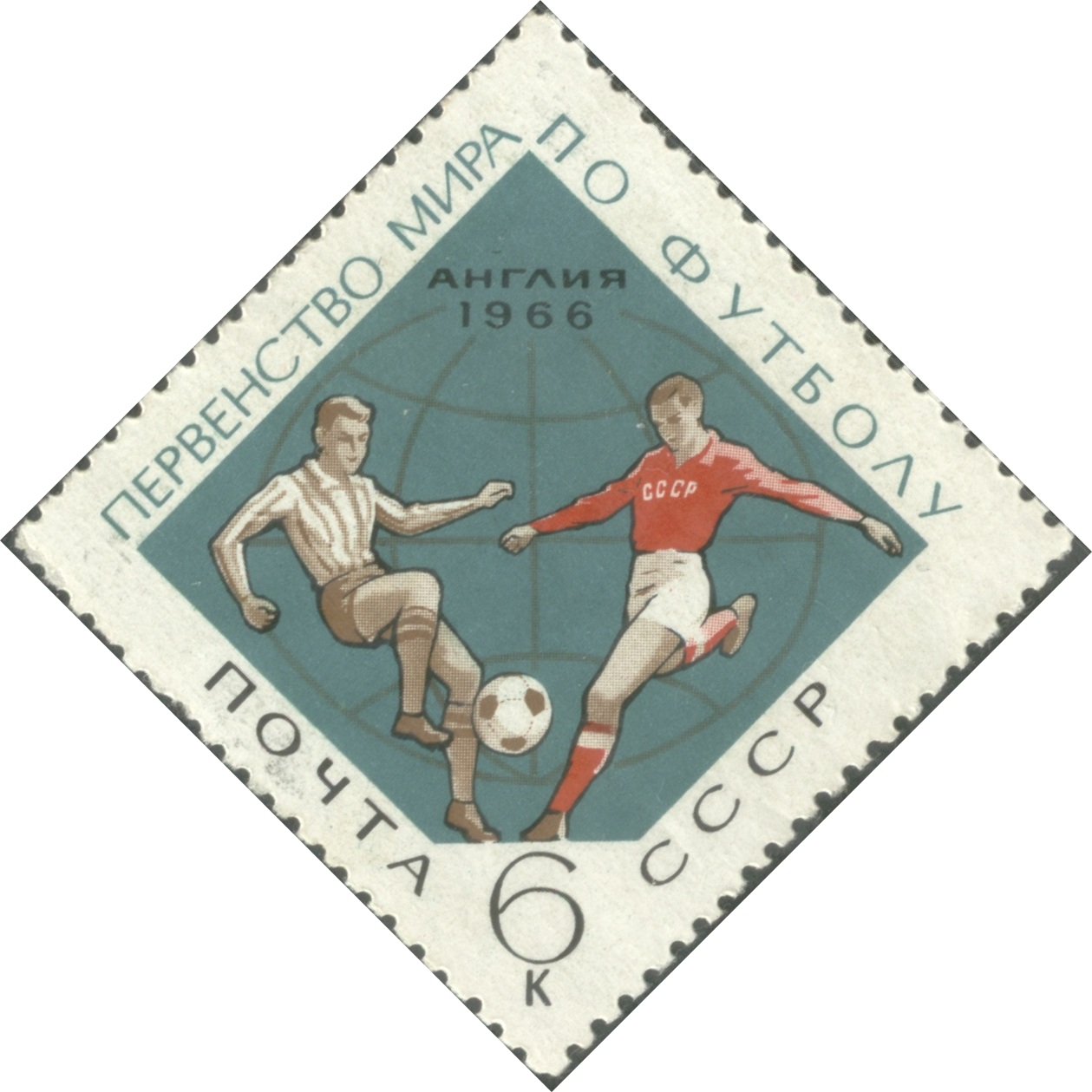
Марка СРСР (1966) на честь чемпіонату світу з футболу в Англії. Художники Лесегрі

Футбол у філателії або Футбол на поштових марках — назва однієї з областей (підрозділу спортивної філателії) тематичного колекціювання знаків поштового розрахунку і штампувань, присвячених футболу, чемпіонатам світу й іншим футбольним спортивним змаганням, відомим футболістам, футбольним стадіонам, клубам і організаціям, або пов'язаних з ними.

## Історія та опис
Поява футбольної тематики на марках пов'язана зі значним розширенням тих, кому стали присвячувати поштові марки в першій половині двадцятого століття. Поштові відомства багатьох держав видають поштові марки, присвячені футболу.
На цю тему формуються мотивні та тематичні колекції. Вона є дуже популярною серед філателістів.

## Приклади
Нижче наведені приклади футбольних філателій деяких країн.

### СРСР
Поштове відомство СРСР присвятило футболу десятки марок, макрованих конвертів, поштових карток і спеціальних нанесень.

Приклади поштових марок СРСР на футбольну тематику
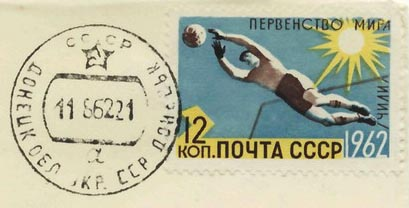
1962: чемпіонат світу з футболу. Художник Л. Завьялов (ЦФА [ИТЦ «Марка»] № 2700)
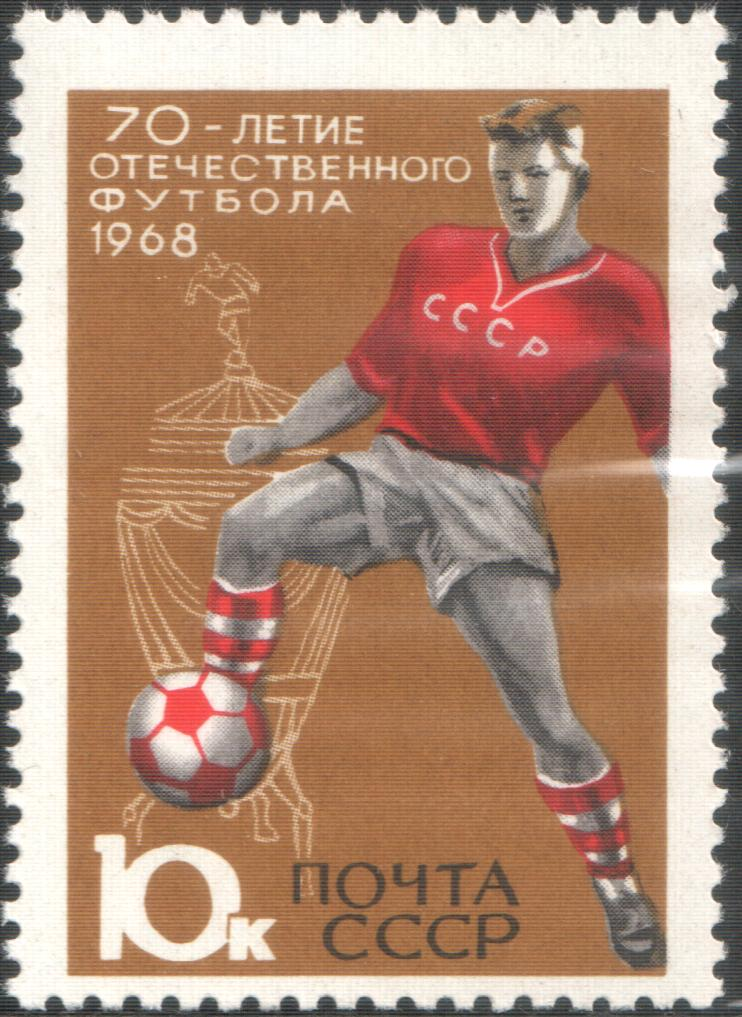
1968: 70-річчя вітчизняного футболу. Художник Є. Дробицький (ЦФА [ИТЦ «Марка»] № 3643)
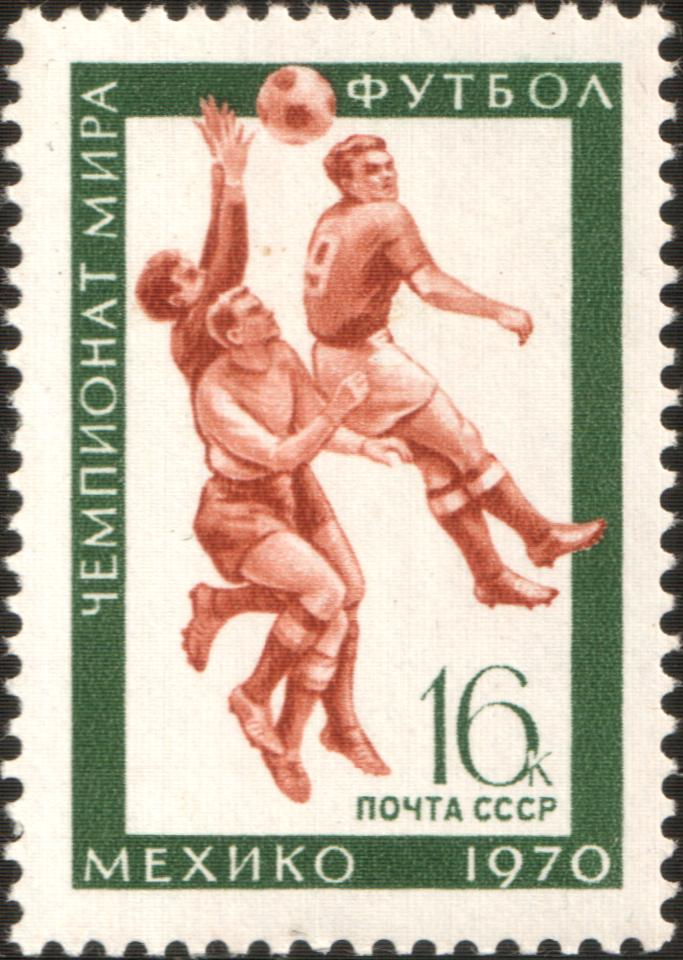
1970: чемпіонат світу з футболу. Художник У. Піменов (ЦФА [ИТЦ «Марка»] № 3871)
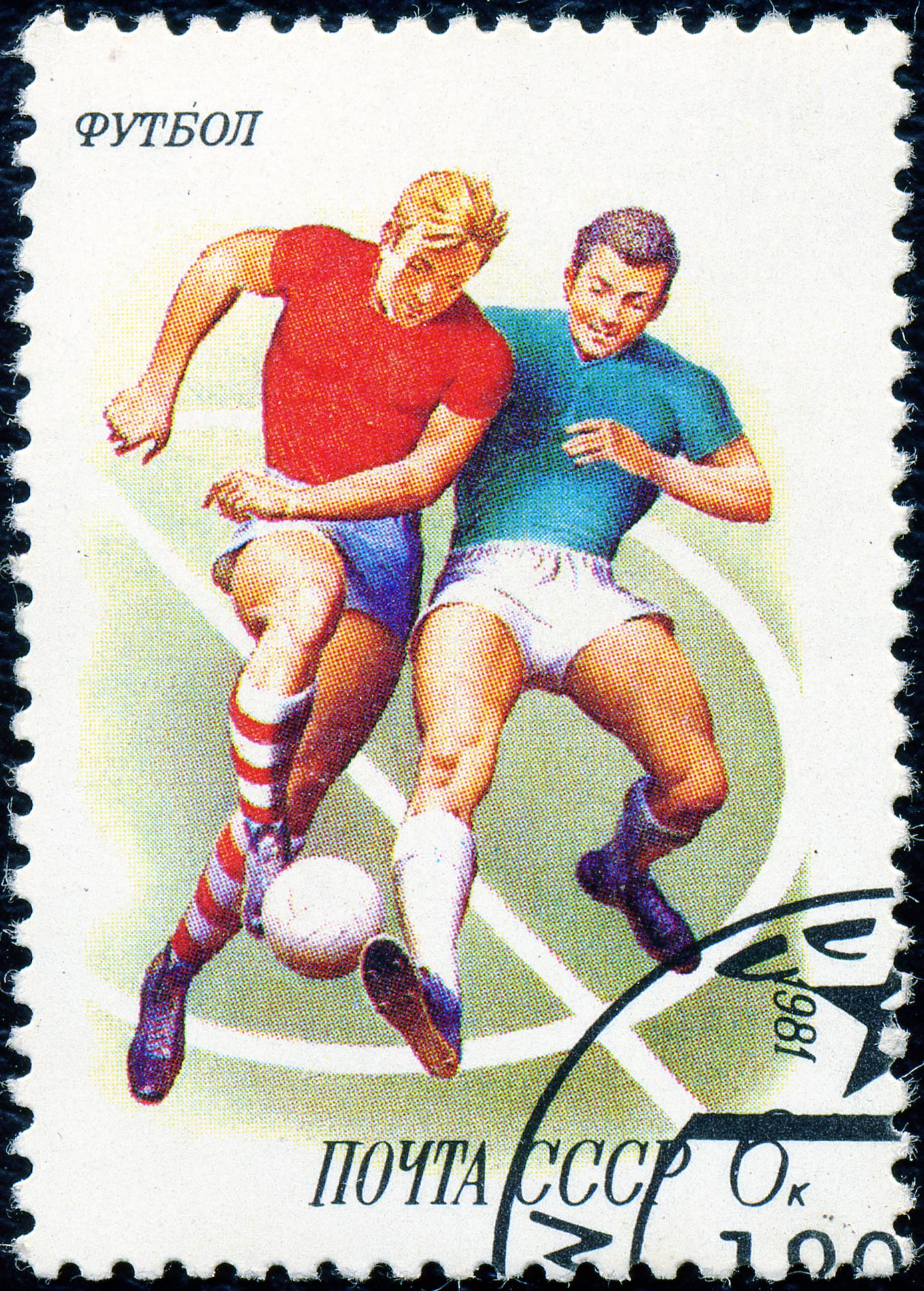
1981: футбол. Художник #І. Сущенко (ЦФА [ИТЦ «Марка»] № 5200)
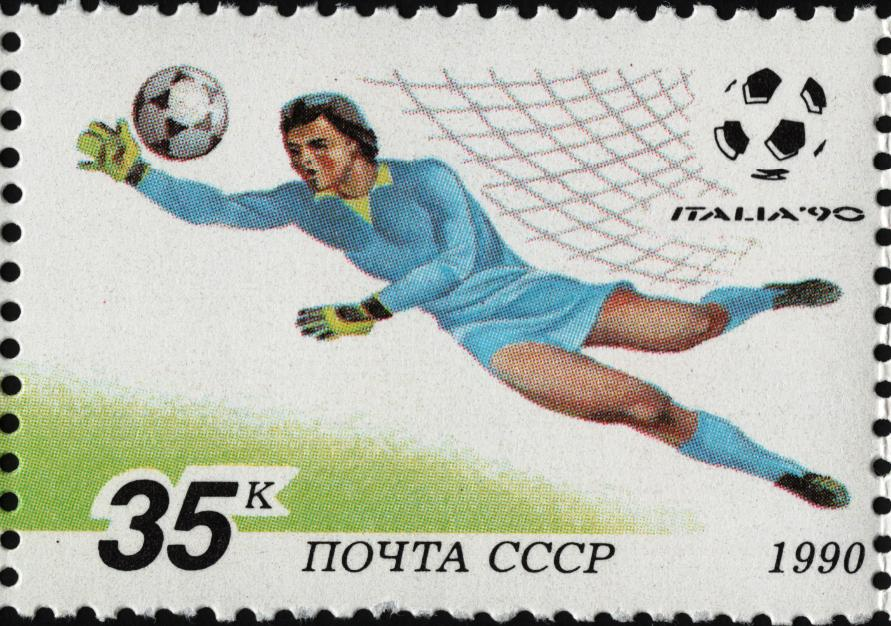
1990: чемпіонат світу з футболу. Художник У. Бельтюков (ЦФА [ИТЦ «Марка»] № 6212)

Існують також неофіційні клубні конверти на футбольну тематику. Один з них, наприклад, був присвячений відкриттю футбольного сезону 1960 року. На конверті зафіксований момент першої гри сезону між командами «Шахтар» (Сталіно) та «Динамо» (Київ) і містяться спеціальні нанесення Сталінської (Донецької) міської спільноти колекціонерів.

## Росія
Пам'ятні поштові марки, присвячені тематиці футболу, випускались в Росії з 1997 року.

## Ізраїль
У липні 1956 року в Ізраїлі був підготований художній конверт, присвячений участі збірної СССР по футболу в відбіркових матчах літної Олімпіади в Мельбурні.

## Україна
Пам'ятні поштові марки, присвячені тематиці футболу випускались дирекцією державного підприємства поштового зв'язку «укр. КМД УДППЗ „Укрпошта“пошта» з 2001 року.
Всі поштові марки, введені у обіг поштою України на тему футболу, надруковані державним підприємством «Поліграфічний комбінат „Україна“».

## Друковані видавництва
- Левин М. Е., Сашенков Е. П. Футбол в филателии. — М.: Связь, 1970. — 136 с.
- Michel. Fußball — EM 2008 in Österreich und Schweiz. Fußball auf Briefmarken. — Schwaneberger Verlag GmbH, 2008. — 56 S.(нім.) [Каталог поштових марок, присвячений чемпіонату Європи з футболу 2008 року.]